# باشگاه فوتبال اسپارتاک نعلچیک
باشگاه حرفه‌ای فوتبال اسپارتاک نعلچیک (روسی: Профессиональный футбольный клуб "Спартак" Нальчик) یک باشگاه فوتبال در روسیه است که در شهر نعلچیک واقع شده است و در بین سال‌های ۲۰۰۶ تا ۲۰۱۲ در لیگ برتر فوتبال روسیه حضور داشت.